# Giorgio VIII di Georgia
Giorgio VIII Bagration (in georgiano გიორგი VIII?, Giorgi VIII; 1417 – 1476) fu re della Georgia dal 1446 al 1465 e re della Cachezia dal 1465 alla sua morte. Fu l'ultimo sovrano a regnare sull'intero territorio del Regno di Georgia.

## Biografia
Giorgio VIII era figlio del re Alessandro I e della sua seconda moglie, Tamara. Alessandro abdicò nel 1442, lasciando il trono nelle mani del figlio maggiore, Vakhtang IV. Costui morì senza discendenti nel 1446. Per ragioni anagrafiche la corona sarebbe dovuta passare al secondo figlio di Alessandro I, Demetrio III. Tuttavia, il potere fu sorprendentemente preso da Giorgio VIII e il processo di disintegrazione del Regno di Georgia divenne prossimo a raggiungere il suo apice. In questo contesto esplosero le rivolte dei nobili della Georgia occidentale (Imerezia) e degli atabeg di Meschezia. In quest'ultimo caso si tentò persino di creare una Chiesa separata, ma gli sforzi del Catholicos Patriarca Davide IV salvarono la Chiesa ortodossa georgiana dal rischio di uno scisma.
Il regno di Giorgio VIII coincise con uno dei principali punti di svolta della storia del Medio Oriente: nel 1453 i turchi ottomani conquistarono Costantinopoli e misero fine al millenario Impero bizantino, con l'imperatore Costantino XI morto in battaglia. I politici georgiani, occupati nelle loro intestine lotte di potere, sembrarono sottostimare tale evento. Esso però si rivelerà di primaria importanza per il destino del loro paese, dal momento che la caduta di Costantinopoli nelle mani dei turchi finì per lasciare la Georgia completamente isolata dall'Europa cristiana per circa tre secoli. Ad ogni modo, la Georgia fu considerata come una possibile partecipante ad una grande crociata antiturca pianificata da papa Pio II e dalle potenze europee. Per questa ragione, Ludovicus Bologninus fu inviato in Georgia per tenere colloqui con Giorgio VIII, il quale concluse una tregua con i suoi oppositori interni. I georgiani speravano di poter mobilitare un totale di 120000 soldati e proposero anche di continuare la crociata fino a Gerusalemme. Ciononostante, la coalizione non fu mai formata e gli scontri fratricidi all'interno della Georgia riemersero ben presto.
Nel 1462 Giorgio VIII strappò il Samokalako (Kutaisi e l'area ad essa circostante) al suo possessore, Bagrat, parente della famiglia reale, reo di aver supportato il principe ribelle Kvarkvare II Jaqeli, potente atabeg di Meschezia. Nel 1463 Bagrat si alleò con altri oppositori nobili, ossia i duchi di Mingrelia, Guria, Svanezia ed Abcasia. I ribelli si scontrarono con il re e lo sconfissero nella battaglia di Chikhori. Come conseguenza, Giorgio VIII perse tutte le province occidentali, mentre Bagrat fu incoronato re d'Imerezia. Nel 1465 Giorgio VIII tentò di sottomettere nuovamente Kvarkvare II di Meschezia, ma venne fatto prigioniero presso il lago Paravani. La situazione fu immediatamente sfruttata da Bagrat, che prese il controllo di Tbilisi e si autoproclamò re, dando origine a quello che sarebbe divenuto il Regno di Cartalia. A questo punto, Kvarkvare II, che ora considerava Bagrat come il principale rivale, liberò Giorgio VIII. Quest'ultimo, senza successo nel tentativo di ripristinare il proprio dominio su tutto il paese, riuscì soltanto a proclamarsi re dell'area più orientale della Georgia, la Cachezia. Qui, egli riorganizzò l'amministrazione suddividendo il regno in piccole e più facilmente controllabili contee (samouravo) in sostituzione dei ducati autonomi (saeristavo). Il re pose anche degli ecclesiastici (i vescovi di Bodbe, Alaverdi, Rustavi e Nek'resi) a capo di speciali distretti militari (sadrosho). Giorgio VIII morì nel 1476. A succedergli sul trono della Cachezia fu il figlio Alessandro.

## Famiglia
Le carte reali di Giorgio VIII fanno menzione di due nomi di consorti, Tamara e Nestan-Darejan. Esistono due spiegazioni per questa circostanza. La prima, suggerita da Cyril Toumanoff, sostiene che entrambi i nomi indicassero la stessa donna, una figlia di uno zio di Giorgio VIII, sposata nel 1445. Polinomie di questo tipo - spiega Toumanoff - non erano infrequenti in Georgia e riflettevano il duplice retroterra culturale del paese: «cristiano-ellenistico da un lato e caucasico-iranoide dall'altro».
Una visione alternativa, dotata di maggior credito generale in Georgia, sostiene che Giorgio VIII si sposò due volte. Il primo matrimonio sarebbe stato celebrato nel 1445 con Tamara, a volte indicata come figlia di Kvarkvare II Jaqueli. Il secondo, invece, con Nestan-Darejan, di origine sconosciuta e sposata verso il 1456. Giorgio VIII ebbe cinque figli: Vakhtang, Elena, Keteon, Alessandro (divenuto re di Cachezia) e Mariam (forse fidanzata a Costantino XI Paleologo nel 1451).

## Nella cultura
- Il romanzo "L'ultimo Paleologo" di Emanuele Rizzardi, PubMe Editore è vagamente basato sulla guerra fra Bagrat VI e Giorgi VII